# 유도라 (이메일 클라이언트)
유도라(eudora)는 전자 우편 클라이언트 소프트웨어이다. 1988년 당시 일리노이 주립 대학교 어바나-샴페인(UIUC)에서 컴퓨터 프로그래머로 일하던 스티브 도너가 개발하였다. 1991년 퀄컴에게 넘어갔다.
개발 당시 최초의 이름은 UIUCMail이었다. 1년 여의 개발 기간이 끝나 인터넷 커뮤니티에 배포를 준비하고 있을 당시, 유도라의 개발자 스티브 도너는 〈Why I Live at the P.O〉라는 단편소설의 저자인 유도라 웰티의 이름을 따, 소프트웨어의 이름을 지었다.

2006년 10월 11일, 퀄컴은 유도라의 상용판 개발을 중단하고, 소스 코드를 오픈 소스 화하여 모질라 선더버드 기반으로 이식하는 작업인 페넬로페 프로젝트를 모질라 재단과 공동으로 진행한다고 발표하였다.

## 참고 문서
1. ↑  (영어) Why I Live at the P.O 소설 전문
2. ↑  “(영어) Historical Backgrounder - The Birth of Eudora”. 2002년 11월 8일에 원본 문서에서 보존된 문서. 2007년 5월 9일에 확인함.
3. ↑  유도라, 모질라 선더버드 기반 오픈 소스로 진화하다 보관됨 2007-11-13 - 웨이백 머신 - 모질라진 한국어판, 2008년 4월 21일에 읽음.